# 台灣原聲教育協會
社團法人台灣原聲教育協會（英語：Vox Nativa Association, Taiwan），簡稱原聲（Vox Nativa）是由台灣南投縣信義鄉的小學校長馬彼得聯合幾位退休教師組成，是一個致力於山區台灣原住民學童教育的非政府組織。除了創立「原聲國際學院」補充山區學童缺乏的教育資源，另設「原聲童聲合唱團」透過合唱團的練習與表演，傳承布農族特有的合唱技巧及文化，並培養學童的自信與品格。

## 歷史
- 2009年，音樂專輯《唱歌吧！》獲得第20屆金曲獎評審團獎，並入圍該屆最佳傳統歌樂獎。
- 2010年，原聲合唱團獲邀至上海世界博覽會台灣館演出。[1]
- 2011年出版「不只唱歌吧」專輯獲得第23屆傳藝金曲獎最佳專輯包裝獎
- 2015年出版「我最愛唱的」專輯

## 後續衍伸
- 2009年，以馬彼得校長與其南投縣信義鄉東埔國小合唱團的兩支紀錄片（《唱歌吧！》、《不只唱歌吧！》）為原型，導演兼編劇的楊智麟首次編、導此電影劇作[2]。後於2021年，改編為電影《聽見歌 再唱》在2021年4月16日於臺灣上映。

## 外部連結
- 官方网站